# ロリ＝アン・ムエンザー
ロリ＝アン・ムエンザー（Lori-Ann Muenzer、1966年5月21日 - ）は、カナダ、トロント出身の元女子自転車競技（トラックレース）選手。

## 来歴
1998年
- コモンウェルスゲームズ
  - スプリント 3位

2000年
- トラック世界選手権
  - スプリント 2位

2001年
- トラック世界選手権
  - 500mタイムトライアル(500mTT) 2位
  - スプリント 3位

2002年
- コモンウェルスゲームズ
  - スプリント 2位
  - 500mTT 3位

2004年
- アテネオリンピック
  -  スプリント 優勝
- トラック世界選手権
  - スプリント 3位